# Андреев, Александр Юрьевич
Алекса́ндр Ю́рьевич Андре́ев (род. 9 сентября 1986) — казахстанский футболист, полузащитник.

## Карьера

### Клубная
Воспитанник павлодарского футбола. Выступал за казахстанские команды «Иртыш», «Экибастуз», «Окжетпес» и «Сункар». Летом 2012 года пополнил состав клуба «Тобол».